# Muntanya de Sant Grau
La Muntanya de Sant Grau és una serra a cavall dels municipis d'Albons i de la Tallada d'Empordà a la comarca del Baix Empordà, amb una elevació màxima de 157 metres.